# Kari Stadigh
Kari Henrik Stadigh (född 1955 i Helsinki) är f.d. koncernchef för Sampo Group. Han gick i pension i slutet av 2019, när Torbjörn Magnusson tog över som koncernchef.

## Karriär
Kari Stadigh har en examen som civilingenjör från Helsingfors Tekniska högskola (1979) samt diplomekonom från Svenska Handelshögskolan i Helsingfors (1980). 
Kari Stadigh har tidigare arbetat som marknadsföringschef och marknadsföringsdirektör för Sanoma Abp (1978–1985), VD för JP-Finance Oy (1985–1991), VD för Jaakko Pöyry Group (1991–1996), VD för Nova Life Insurance Company Ltd (1996–1998) och VD för Sampo Life Insurance Company Limited (1999–2001).
Sedan 1999 har Stadigh varit medlem i Sampos koncernledning. Mellan 2001 och 2009 var han vice koncernchef och blev koncernchef 2009.
Kari Stadigh har flera förtroendeuppdrag, han är bland annat styrelseledamot i Nokia och Waypoint Group Holdings.